# Siemens AG
För andra betydelser, se Siemens.
Siemens AG är ett tyskt globalt industriellt konglomerat med huvudkontor i München och Berlin. Koncernen grundades 1847 och är idag Europas största inom tekniksektorn. Siemens AG är noterat på börserna Frankfurter Wertpapierbörse och New York Stock Exchange.
Företaget har omkring 293 000 anställda världen över och genererade intäkter på 57,1 miljarder euro under 2020. Siemens fokuserar på infrastruktur för byggnader och distribuerade energisystem, samt på automation och digitalisering inom process- och tillverkningsindustrin.

## Historia

### Siemens grundas

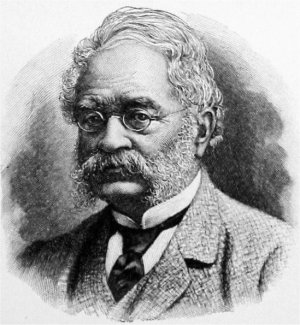
Werner von Siemens skapade en världskoncern och en industridynasti.

Siemens grundades av Werner Siemens, senare adlad till Werner von Siemens, tillsammans med Johann Georg Halske 12 oktober 1847 under namnet Telegraphen-Bauanstalt von Siemens & Halske. Werner Siemens hade redan 1842 fått sitt första patent av dåtidens preussiska patentverk. Werner Siemens gick vidare genom att vidareutveckla en telegraf och kom då i kontakt med Halske. Mekanikern Halske realiserade Siemens idéer och tillsammans öppnade man sin mekaniska verkstad på Schöneberger Strasse 19 i Kreuzberg i Berlin. Den gemensamma visartelegrafen blev den första framgången för företaget då visartelegrafen patenterades kort efter startandet av företaget.

### Den första storordern
1848 kom Siemens första stororder. Det rörde sig om att dra en telegraflinje mellan Berlin och Frankfurt am Main. Siemens vann i anseende då man byggde klart telegraflinjen lagom till valet av den preussiske kungen till tysk kejsare. Trots detta skulle man inte få tillräckligt med nya uppdrag av den då dominerande kunden, den preussiska staten, och företaget vände sig utanför Tyskland för nya uppdrag.

### Exportmarknader
England och Ryssland blev de viktigaste marknaderna i denna tidiga internationalisering. Det väldiga Tsarryssland lade in en storbeställning rörande en telegraflinje på 10 000 km mellan Finland och Krim 1853. Siemens skulle även komma att bilda ett ryskt dotterbolag med säte i Sankt Petersburg under ledning av Carl Siemens Detta skulle även konkurrenten LM Ericsson komma att göra. Den ryska marknadens framgång visade sig genom att filialen i St. Petersburg omsatte åtta gånger så mycket som Siemens verksamheter i Berlin. 
I slutet av 1870-talet etablerade man ett säljkontor i Wien för att komma in på den väldiga marknaden i Österrike-Ungern som kom att bli en av Siemens viktigaste marknader. Man misslyckades däremot i USA. Siemens startade säljkontor och dotterbolag över hela världen.

### Siemens i England
England utmärkte sig genom att bli ett andra hem för familjen Siemens. Werner von Siemens bror Carl Wilhelm Siemens startade upp verksamheten 1858 och man fick framgångar genom sin tillverkning av kablar. Siemens skulle 1870 fira en av sina största framgångar sedan man byggt färdigt telegraflinjen mellan London och Calcutta. Carl Wilhelm Siemens valde senare att bli brittisk medborgare och antog namnet Charles William Siemens. Han blev precis som sin bror adlad men då till Sir William. Siemens brittiska dotterbolag hette till en början Siemens, Halske & Co och bytte senare namn till Siemens Brothers. 

### Nya framsteg
Werner von Siemens fortsatte att utveckla ny teknik och upptäckten av dynamon skulle ge Siemens ytterligare schvung på 1860-talet. Patent på dynamon togs i Tyskland och England och gav nya internationella framgångar. I sammanhanget kan konstateras att Siemens dynamo kom samtidigt som flera andra uppfinnare tog fram samma uppfinning. 

### Starkströmmen ger Siemens nya områden
Starkströmmens intåg innebar nya områden och milstolpar. Siemens låg bakom Berlins elektrifiering av stadens gatlyktor och världens första elektriska spårvagn som togs i bruk i Berlin. Framgångarna inom spårväsendet skulle fortsätta för Siemens då man deltog i konstruktionen av Budapests tunnelbana. Det var den första tunnelbanan på kontinenten och stod klar 1896. Werner von Siemens lade även fram förslaget som blev den första sträckan i Berlins tunnelbana, en högbana med New York som förebild. 1897 följde grundandet av Hochbahngesellschaft tillsammans med Deutsche Bank för byggandet av Berlins tunnelbana.

### Siemensstadt

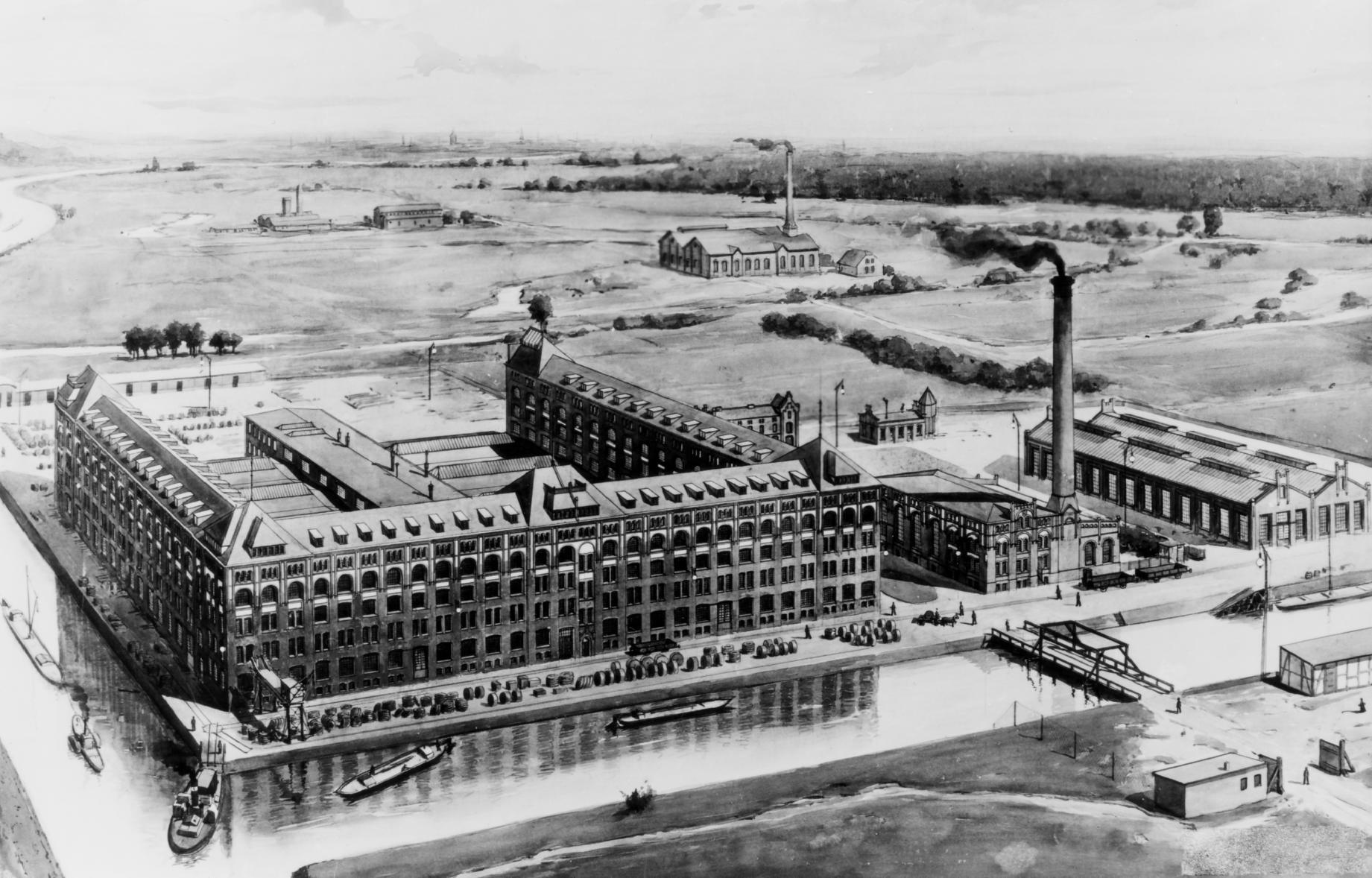
Siemens Kabelwerk Westend i Siemensstadt

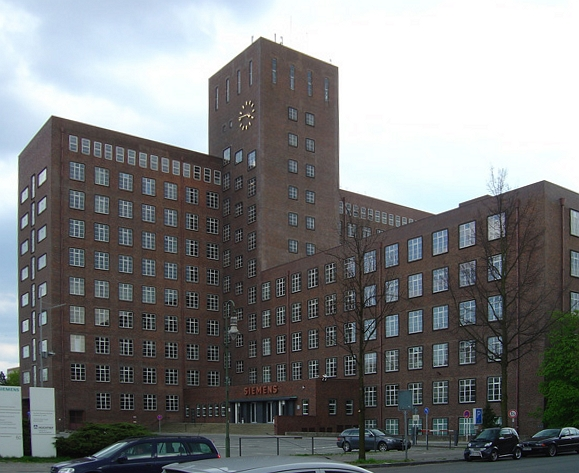
Wernerwerk

1897 tog Siemens det första steget till företagets nya hemvist i Berlin – Siemensstadt. Siemensstadt utvecklades under de kommande åren till en egen stadsdel med företagets huvudkontor och fabrik som stadigt tog över en allt större del av marknaden, en motsvarighet i mindre omfattning är LM Ericsson som under 1930-talet flyttade ut sin verksamhet till Midsommarkransen i vad som då var landsbygd utanför Stockholm. Utvecklingen var makalös för Siemens i Siemensstadt som gick från 2900 anställda 1890 till 82 000 strax innan första världskriget!

### En ny Siemens-generation tar över
1890 lämnade Werner von Siemens företaget och den yngre familjegenerationen tog över. Sönerna Arnold och Wilhelm ledde företagets vidare expansion och ett viktigt steg var omstruktureringen till ett aktiebolag som ägde rum 1897. Då hade familjen Siemens sedan länge blivit en del av den yppersta eliten i dåtidens kejserliga tyska rike och företagets styrdes mycket med hjälp av personliga kontakter. Siemens hade täta kontakter med personer i bland annat Deutsche Bank vilket gav möjligheter till finansiering av nya satsningar. Werner von Siemens hade redan under 1860-talet fått stora beställningar av marinen och dessa kontakter fortsatte att ge företaget viktiga order.

### Strategier inför framtiden
1903 tog Siemens ett viktigt steg i utvecklingen då man slog sig in på den nya trådlösa kommunikationen. Bildandet av Telefunken tillsammans med AEG skulle visa sig vara ett av de viktigaste initiativen. 1903 var också året då man splittrade koncernens svag- och starkströmstillverkning. Siemens starkströmsavdelning fusionerades med Schuckert & Co. och bildade den nya företagsgrenen Siemens-Schuckert-Werke AG (SSW) som tog hand om starkströmmen medan svagströmmen hamnade i Siemens & Halske (S & H).

### Siemens under och efter första världskriget

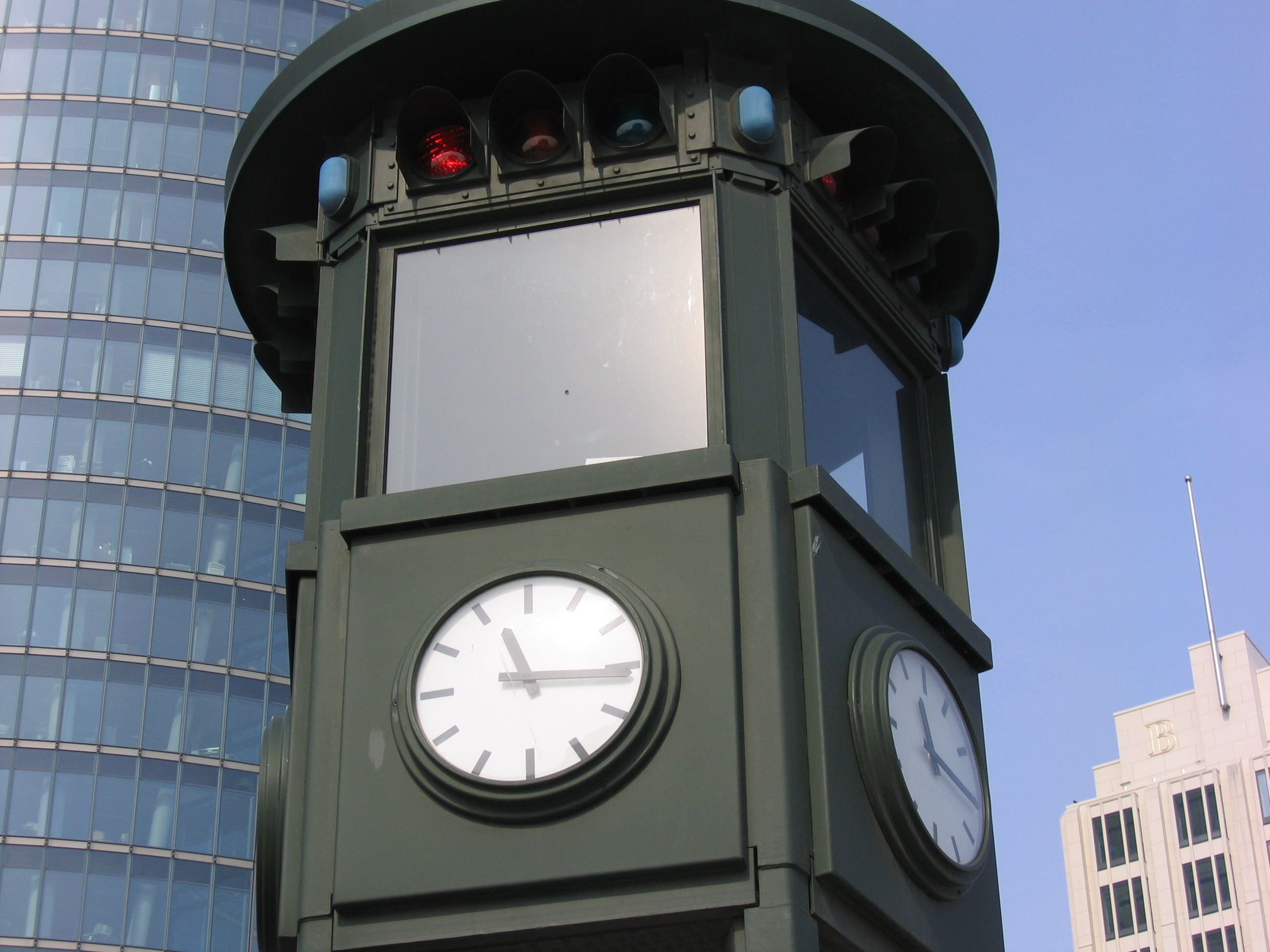
Siemens trafikljus vid Potsdamer Platz var Europas första elektriska trafikljus på 1920-talet. Idag står på samma plats en kopia av det ursprungliga ljuset.

Vid krigets utbrott tillhörde Siemens med 82 000 anställda en av världens ledande elektrokoncerner. För Siemens handlade kriget om att man såg möjligheten till stora beställningar från den tyska krigsmakten. Siemens gjorde även stora vinster genom att i smyg sälja materiel till Tysklands motståndare. Ett talande exempel för Siemens vinster under kriget var försäljningen till den tyska marinen: en ökning från 7 miljoner riksmark till 63 miljoner riksmark under krigets första år. Siemens var inte ensamt om detta utan samarbetade med andra tyska storföretag, med ett känt exempel i Kruppkoncernen.
Krigsslutet förde med sig att man förlorade sina viktiga exportmarknader och de dotterbolag man skapat i dessa. Siemens förlorade också en rad patent i dessa länder. Siemens tappade 40 % av sin omsättning. Företagets ledare Arnold von Siemens och Wilhelm von Siemens avled och företaget togs 1919 över av deras yngre bror Carl Friedrich von Siemens. Carl Friedrich omorganiserade koncernen och olika företag bildades för alla de delar av elektroindustrin som Siemens var delaktig i. Ett av företagen som bildades var Osram som var en sammanslagning av olika glödlamptillverkare. Under 1920-talet började Siemens komma tillbaka på världsmarknaden. Detta markerades bland annat genom byggandet av ett stort elverk i Shannon på Irland. 1923 kom Siemens in på den japanska marknaden genom företaget Fusi Denki Seizo som var ett samarbete med japanska Furukawa. Siemens slog sig också in i nöjesindustrin genom Klangfilm. 1930 stod Wernerwerk klar som ny förvaltningsbyggnad. 1933 lanserade man fjärrskrivarna (telex) som ända fram till 1980-talet var en viktig del av Siemens där företaget tillhörde de ledande i världen.

### Siemens i Nazityskland och under andra världskriget
Nazisternas maktövertagande skulle efter ett par år börja påverka Siemens och den övriga tyska industrin. Målet var att inrikta industrin på att bli en del av Tysklands militarisering och detta skedde genom lanseringen av en stor fyraårsplan 1936. Siemens industrier började leverera elektronikutrustning till den tyska militären och under de kommande åren växte dess betydelse allteftersom Tysklands upprustning steg. 1941 avled Carl Friedrich von Siemens och ledningen av företaget togs över av Hermann von Siemens. Hermann von Siemens var son till Arnold von Siemens.
Under andra världskriget kom över 50 000 tvångsarbetare att arbeta i Siemens fabriker. De arbetare som inte orkade med det hårda arbetet skickades till koncentrationsläger.  I samband med krigsutbrottet 1939 ställdes i stort sett all produktion om till krigsproduktion och till följd av detta blev fabrikerna mål för allierat bombflyg. Under 1944-1945 skedde de mest omfattande bombningar och produktion kom att flyttas ut från de ordinarie anläggningarna. I samband med krigsslutet upphörde Siemens tillverkning helt.

### Återuppbyggnad

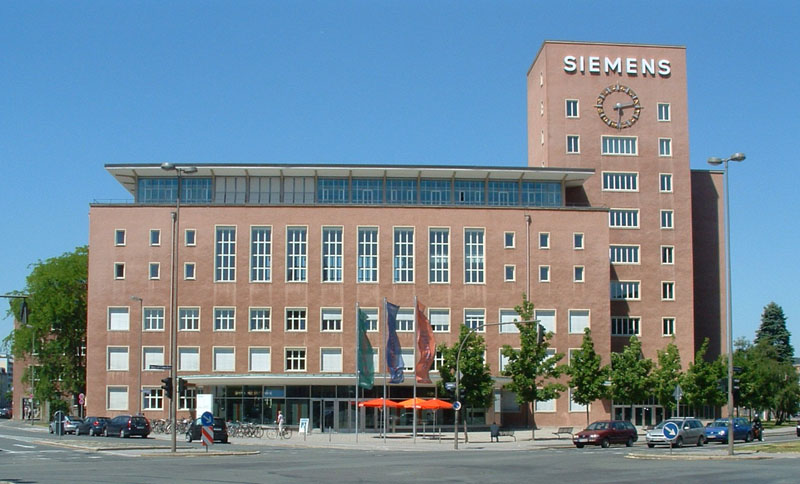
Siemens i Erlangen. ("Himbeerpalast")

1945 stod koncernen i ruiner men omgående startade återuppbyggnaden och redan i slutet av 1945 var antalet anställda uppe i 40 000. Behovet av infrastruktur var gigantiskt och Siemens fick snabbt uppdrag. Siemens valde att flytta huvudkontoret från Berlin till München då de politiska omständigheterna rörande Berlin var oklara. En av de drivande orsakerna bakom beslutet blev Berlinblockaden 1948-1949. Siemens behöll dock Berlin som företagets andra hemvist. Bredvid München fick Erlangen fortsatt stor betydelse för Siemens. Erlangen hade sedan sammanslagningen med Schuckert 1903 varit ett av Siemens centra.
Precis som efter Första världskriget förlorade Siemens till en början sin export och dotterbolag samt olika patent. Nu skulle man dock komma att kräva tillbaka dessa vilket skedde i olika omgångar fram till 1955. Under 1950-talet tog exporten åter fart och man fick nya beställningar. 

### Siemens AG skapas
1966 fick Siemens-koncernen sitt nuvarande namn – Siemens AG. Detta skedde då de olika Siemensbolagen Siemens & Halske AG, Siemens-Schuckert-Werke AG och Siemens-Reiniger-Werke AG slogs samman till en och samma koncern. I samband med namnbytet markerade även Svenska Siemens namnbytet då man ändrade namn till Siemens AB.
Under 1960-talet var Siemens åter ett av världens ledande elektrokoncerner och man befäste sin position genom flera strategiska samarbeten.  Siemens gick tillsammans med bland andra Bosch in i det gemensamma företaget Bosch-Siemens Hausgeräte GmbH 1967. 1969 följde Kraftwerk Union som man ägde tillsammans med AEG innan man senare själva tog över hela företaget. Kraftwerk Union tillverkade bland annat kärnreaktorer och är idag Siemens Nuclear Power.
Siemens importerade en stor andel arbetskraft till Västtyskland under 1960-talet. Siemens följde den allmänna trenden med stora grupper arbetsinvandrade från Turkiet, Grekland, Italien och Jugoslavien.  Man startade också upp fabriker i låglöneländer (bland annat Portugal).

### Siemens nya satsningar

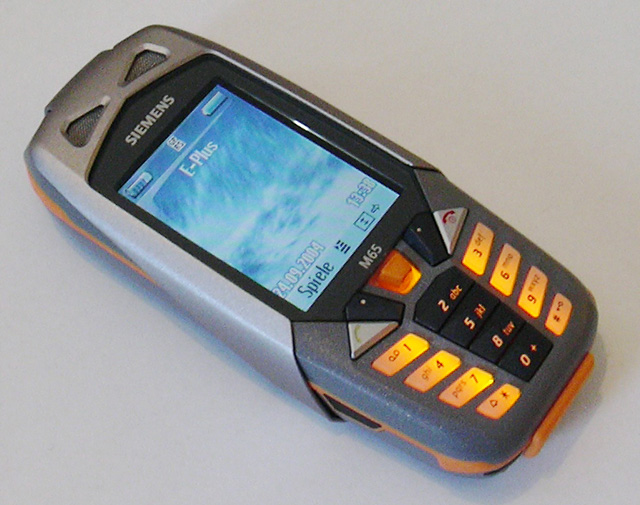
Ett bakslag för Siemens: Den stora satsningen på mobiler höll inte.

Under 1980-talet följde framtidssatsningar inom en av de äldsta verksamheterna – tåg. Siemens var ett av företagen som gick in i ICE-projektet och man skapade dessutom en framtidsstudie med H-Bahn i Dortmund. 
1990 gick persondatortillverkningen in i ett nytt skede genom skapandet av Siemens Nixdorf Informationssysteme AG som 1999 blev dagens Fujitsu Siemens Computers. Nixdorf tillhör de ledande vad gäller kassa- och bankomatsystem. 
Delar av Atecs Mannesmann AG togs över av ett konsortium kontrollerat av Siemens AG och Bosch i samband med Mannesmann-koncernens splittring. Siemens och Bosch delade i sin tur upp de enskilda bolagen mellan sig; Siemens tog över bland andra VDO som blev Siemens VDO Automotive AG.
2001 började Siemens-aktier att handlas på börsen i New York. 
Siemens satsade under slutet av 1990-talet och början av 2000-talet stora resurser på att ta sig in på mobiltelefonmarknaden genom Siemens Mobile utan att lyckas. Försök att etablera ett starkt varumärke gjordes genom sponsring av bland annat Real Madrid. På mobiltelefonområdet var man till exempel först med färgskärm 1997 men konkurrenterna låg tidigt långt före på andra områden och Siemens valde 2005 att lämna mobiltelefonmarknaden då man sålde av divisionen till taiwanesiska BenQ. Mobiltelefoner såldes då under namnet Benq-Siemens, men det tyska dotterbolaget som tillverkningen nu låg under gick omkull redan året därpå.
Däremot har man fortsatt sin satsning på trådlösa telefoner kopplade till det fasta telefonnätet, där man inom DECT-telefoni är ett de största företagen. Siemens varumärke inom DECT heter Gigaset, och tillverkningen sker inom dotterbolaget Siemens Home and Office Communication Devices GmbH & Co. KG.
Idag har Siemens 450 000 anställda över hela världen spridda på 190 länder.

## Personer
Viktiga personer i företaget.
- Werner von Siemens
- Johann Georg Halske
- Carl Wilhelm Siemens (även Sir William Siemens)
- Arnold von Siemens
- Wilhelm von Siemens
- Carl Siemens
- Friedrich Siemens
- Carl Friedrich von Siemens
- Hermann von Siemens
- Peter von Siemens
- Ernst von Siemens
- Gerd Tacke

## Företag i koncernen

### Företag som ingår i Siemenssfären
- Siemens Mobility
- Nokia Siemens Networks samägt tillsammans med Nokia.
- Krauss-Maffei Wegmann
- Advanced Nuclear Fuels GmbH (via Siemens Nuclear Power)
- Argillon GmbH Redwitz
- Bosch Siemens Hausgeräte (BSH)
- EnOcean GmbH Oberhaching
- Epcos AG
- Fujitsu Siemens Computers
- Juniper Networks
- HTR-GmbH
- Nuklearrohr-Gesellschaft mbH
- Osram
- Siemens Nuclear Power
- Siemens Power Corporation
- Siemens Telekommunikations Service GmbH & Co
- Siemens VDO Automotive AG
- Vogt electronic
- Siemens Home and Office Communication Devices GmbH & Co. KG (Gigaset)
- Siemens Business Services GmbH
- Siemens Business Services AB
- Siemens Industrial Turbomachinery AB
- Siemens Wireless Modules
- Siemens Building Technologies

### Företag som tidigare har ingått i Siemens
- Telefunken
- Klangfilm
- Deutsche Grammophon-Gesellschaft
- Kraftwerk Union
- Zuse KG
- Hell
- Infineon AG